# 陈永定
陈永定（1921年—？），男，云南昆明人，中国冶金物理化学专家，曾任钢铁研究总院高级工程师、博士生导师。